# Featheria obvia
Featheria obvia är en fjärilsart som beskrevs av George Francis Hampson 1916. Featheria obvia ingår i släktet Featheria och familjen snigelspinnare. Inga underarter finns listade i Catalogue of Life.